# 司法試験 (日本)
司法試験（しほうしけん、英: Bar Examination）は、日本における法曹資格付与のための試験。司法試験法に基づいて実施される。合格者は司法修習を経て裁判官、検察官、弁護士になる資格を得る。
平成14年法律第138号（司法試験法及び裁判所法の一部を改正する法律）により、原則として法科大学院修了者にのみ受験資格が与えられることとされたが、2011年（平成23年）までは旧制度による試験も並行して実施され、「旧司法試験」と呼ばれた。2011年以降は法科大学院を修了していない者についても司法試験予備試験に合格すれば司法試験の受験資格が与えられることとされた。2023年（令和5年）からは法科大学院在学中にも司法試験受験資格が認められている。及第点に達していれば合格者数無制限の免許試験ではなく、事実上事前に決定された合格定員枠を争う競争試験である。

## 概要

### 歴史
弁護士（代言人）試験は、1872年（明治5年）に導入された司法職務定制から4年後に公布された代言人規則（明治9年司法省布達）によって初めて開始。他方、裁判官試験の始まりは、治罪法が1882年（明治15年）に施行され予審制度が導入されてから2年後に公布された判事登用規則（1884年）による。
1885年（明治18年）に内閣制度に移行したあとは、1890年（明治23年）に裁判所構成法と判事懲戒法が設置されるとともに、1891年（明治24年）には判事検事登用試験が設置。同試験の規則には陸軍軍人の司法大臣山田顕義が署名している。1893年（明治26年）には弁護士法と弁護士試験規則（司法省令）が設置され、代言人試験に替わり弁護士試験が開始。1923年（大正12年）には、高等試験制度が改編され、判事・検事及び弁護士の資格認定は高等試験司法科の試験によるものとなった。
敗戦後の1946年（昭和21年）には、それまでの司法研究所は勅令により司法研修所と改編された。翌1947年（昭和22年）、日本国憲法の施行に合わせて、裁判所法と検察庁法が公布され、司法修習などの司法研修所の業務が、大審院を改編した最高裁判所の内部へと移管された。また、最高裁判所裁判官国民審査制度の創設、裁判官弾劾裁判所の設置が行われた。1948年（昭和23年）には検察官適格審査会が設置され、1949年（昭和24年）には現行の弁護士法および司法試験法が施行され、法務省の外局として司法試験管理委員会が設置された。
1949年（昭和24年）5月31日に司法試験法が公布され、旧高等試験司法科試験を廃止した上で最初の「司法試験」が始まった。初回の合格者数は265人、合格率（対出願数）は10.31%であった。1949年時点の司法試験制度の概要は下記のとおりである。
- 第一次試験 - 大学卒業程度における一般教養科目
- 第二次試験　
  - 筆記試験 - すべて論文試験（当時は短答式試験は存在しなかった）
    1. 憲法
    2. 民法
    3. 刑法
    4. 民事訴訟法
    5. 刑事訴訟法
    6. 商法・行政法のいずれか1科目選択
    7. 商法・行政法・破産法・労働法・国際私法・刑事政策の6科目のうち1科目選択（商法及び行政法については、6で選択しなかった科目に限り選択可能）

  - 口述試験
    1. 憲法
    2. 民法
    3. 刑法
    4. 民事訴訟法
    5. 刑事訴訟法

1950年には検察官特別考試が開始された。
1954年（昭和29年）、 昭和28年法律第85号による第1次改正により、第二次試験の筆記試験・口述試験における商法が必修化されるとともに、筆記試験における行政法が選択科目化された。
1956年（昭和31年）、第二次試験の筆記試験に短答式試験（7科目）が導入された。
1959年（昭和34年）、昭和33年法律第180号による第2次改正により、以下のとおり試験制度が変更された。
- 筆記試験（短答式試験） - 憲法、民法、刑法の3科目に科目削減
- 筆記試験（論文式試験） - 試験科目が以下のように変更
  1. 憲法
  2. 民法
  3. 商法
  4. 刑法
  5. 民事訴訟法・刑事訴訟法のいずれか1科目選択
  6. 法律選択科目 - 民事訴訟法・刑事訴訟法・行政法・破産法・労働法・国際公法・国際私法・刑事政策の8科目から1科目選択（民事訴訟法及び刑事訴訟法は、5において選択しなかった科目に限り、選択可能）
  7. 教養選択科目 - 政治学・経済原論・財政学・会計学・心理学・経済政策・社会政策の7科目から1科目選択
- 口述試験の科目は、論述試験科目と同じ

1962年（昭和37年） 頃には合格者数が500人前後（446～554人）に固定化した。1991年（平成3年）頃から、長らく500人前後に固定化されていた合格者数が増加し始める。
1992年（平成4年）、平成3年法律第34号による第3次改正により、教養選択科目が廃止された。またこの改正により、1996年（平成8年）から2003年（平成15年）まで、受験回数から3回以内の受験者を論文式試験で特別枠（約200人）を設けて合格させる通称「丙案」制度が実施された。1999年（平成11年） には合格者数が1000人を突破した。
2000年（平成12年） 、平成10年法律第48号による第4次改正により、法律選択科目の廃止、民事刑事両訴訟法の必修、商法の口述試験の廃止が実施された。司法試験管理委員会は法務省の外局であったが、1999年（平成11年）から始まった司法制度改革により、2004年（平成16年）に法務省の審議会等である「司法試験委員会」に改編された。
2006年（平成18年）、 司法制度改革の一環で、平成14年法律第138号による第5次改正により、「新司法試験」が開始され、従来の制度の司法試験は「旧司法試験」の名称で経過措置として5年間（口述試験は2011年（平成23年）まで）実施されることになり、旧司法試験の合格者は減少傾向となった。2010年（平成22年）には旧司法試験最後の短答式試験および論文式試験、2011年（平成23年） には最後の口述試験が実施され、2011年には6名の合格者を出した）。

### 現在
司法試験委員会は2003年（平成15年）の司法試験委員会令（政令）、司法試験の受験手続及び運営に関する規則（法務省令）、司法試験法第4条第1項第4号の規定により司法試験第一次試験を免除される者に関する規則（法務省令）、また重ねて2005年（平成17年）の司法試験受験手数料令（政令）、他、旧司法試験管理委員会規則のうち『昭和36年司法試験管理委員会規則第2号』（1961年）、『昭和50年司法試験管理委員会規則第1号』（1975年）などに基づき運営されている。
司法制度改革の一環で、法曹人口の増加と一層の専門性化を図るべく、法曹養成制度の改革が行われ、専門職大学院である法科大学院の設置および司法修習の制度変更とともに、司法試験の試験内容・方式も変更された。
司法試験（新司法試験）は、平成18年度から開始され、2006年から2011年までの制度移行期（移行期間）においては、新司法試験と従来の制度による司法試験（旧司法試験）とが併存していた。司法試験の移行期間においては、原則として新司法試験か旧司法試験のどちらか一方を選択して受けなければならなかった。
司法試験に合格した者は、司法修習を行い（最高裁判所により司法修習生に採用されることが必要）、さらに司法修習の最後にある司法修習生考試（いわゆる二回試験）を通過することで法曹（裁判官（判事補）、検察官（検事）、弁護士）になることができる。
法務省では、実際の法務ではパソコンを使用する業務であり手書きは使われなくなった現代において、筆記量の多い試験が実務と乖離していることや受験者・採点者共に負担が大きいとして、2026年からCBT方式を導入を計画している。先行して2025年から受験申し込みにおいてオンライン出願とキャッシュレス決済を導入するとしている。

## 司法試験の受験資格
司法試験を受験するためには、法科大学院課程を修了するか（後述の在学中受験を含む）、司法試験予備試験に合格する必要がある。
法科大学院を修了した者は、その修了日後の5年度内に3回の範囲内で司法試験を受験することができた。
試験制度移行期間中は法科大学院を修了していなくても受験できる「旧司法試験」が併存していたが、現在は旧司法試験が廃止されたため、法科大学院を修了していない者は、予備試験に合格して司法試験の受験資格を得ることになる。この予備試験は、法科大学院の課程を修了した者と同等の学識及びその応用能力並びに法律に関する実務の基礎的素養を有するかどうかを判定することを目的とする試験である。予備試験合格日後の5年度内に3回の範囲内で司法試験を受験することができた。受験資格が消滅した場合（俗に「三振」と呼ばれた）、法科大学院を再び修了するか、予備試験に合格すると再び受験することができる。
3回の受験制限規定においては、法科大学院修了前2年間の旧司法試験の受験についてもカウント対象とされた。
以上が2013年以前の規定であったが、2014年（平成26年）5月、改正司法試験法が成立し、法科大学院修了後5年以内あるいは予備試験合格後5年以内であれば、回数の制限なく受験できるようになった。すなわち、司法試験が実施されるのは実際には年一回なので、受験資格を得てから5年の内に最高5回の受験機会が認められるということである。

### 在学中受験
2023年より、法科大学院在籍中の学生に対しても、「法律基本科目の基礎科目30単位以上、法律基本科目の応用科目18単位以上、選択科目4単位以上を司法試験が行われる年の3月末までに修得する」「司法試験受験の翌年3月末までに法科大学院を修了する見込みがある」ことについて学長の認定を受けることで、司法試験を受験することが可能とされた。
在学中受験を行った場合、受験した年から5年以内の年数カウントが始まることとなる。
司法試験が実施される最終日までに単位不足・休退学などで1年以内の修了が不可能となった場合、学長認定が取り消され、受験資格を失う（仮に受験していても無効となる）。一方で、司法試験の受験・合格後に法科大学院の修了が予定通りにできなかったとしても、合格が効力を失うわけではない。ただし、在学中受験資格で受験した司法試験に合格した場合には、司法修習を受けるに当たって法科大学院を修了する必要がある（何らかの事情で退学した後に、他の法科大学院を修了する形でも可）。
なお、法科大学院によっては履修制限などにより2年次終了時点で単位要件を満たすのが困難な場合があり、履修上の特例措置も行われている。

## 司法試験の内容
司法試験は、短答式による筆記試験（短答式試験）及び論文式による筆記試験（論文式試験）から構成される。旧司法試験とは異なり口述試験はない。
毎年、中日を含めて5日間にかけて行われる。1日目が論文式試験の選択科目及び公法系科目、2日目が論文式試験の民事系科目、3日目が中日（試験なし）、4日目が論文式試験の刑事系科目、5日目が短答式試験である。

### 短答式試験
短答式試験は、法曹となろうとする者に必要な専門的な法律知識及び法的な推論の能力を有するかどうかを判定するために行われる試験である。2011（平成23）年度以降は、予備試験の実施に伴い、5月下旬の試験の最終日に行われ、2022年（令和4年）まで5月中旬に実施されてきたが、2023年（令和5年）から7月中旬に実施されることとなった。
旧司法試験とは異なり、絶対的評価（各科目とも満点の40%以上が必要で、総合で満点の約65.7%以上が必要（2008年））により短答式試験の合否が決定される。
司法試験の受験者は全員論文式試験を受験できるが、短答式試験に不合格の者については論文式試験の答案は採点されない。
マークシートを用いて行われ、試験中の参照物は認められない。
平成27年より下記のように変更される。
1. 憲法　20問ないし25問程度とし，50点満点とする。
2. 民法　30問ないし38問程度とし，75点満点とする。
3. 刑法　20問ないし25問程度とし，50点満点とする。
4. ※ 問題数については，現状の短答式試験における憲法，民法及び刑法に関する分野の出題数程度とすることを基本とするが，各問の配点次第で増減し得ることを考慮し，一定の幅を設けることとする。
5. 短答式試験については，科目ごとに試験時間を設定し，憲法は50分，民法は75分，刑法は50分とする。

なお、平成26年までは、現在よりも科目数が多く、以下のような出題形式であった。
科目 合計350点
1. 公法系科目（憲法及び行政法）1時間30分 100点 40問程度
2. 民事系科目（民法、商法[注釈 3]及び民事訴訟法）2時間30分 150点 75問程度
3. 刑事系科目（刑法及び刑事訴訟法）1時間30分 100点 40問ないし50問程度

### 論文式試験
論文式試験は、法曹となろうとする者に必要な専門的学識並びに法的な分析、構成及び論述の能力を有するかどうかを判定するために行われる試験である。日程は、7月中旬の3日間。
1. 公法系科目 1問2時間 問題数2問 問題1問につき100点配点の計200点満点
2. 民事系科目 1問2時間 問題数3問 問題1問につき100点配点の計300点満点
3. 刑事系科目 1問2時間 問題数2問 問題1問につき100点配点の計200点満点
4. 選択科目 問題数2問3時間 計100点満点

以上の問題数及び点数で、文章で解答する形式で行われる。
選択科目は、
1. 倒産法
2. 租税法
3. 経済法
4. 知的財産法
5. 労働法
6. 環境法
7. 国際関係法（公法系）（国際法（国際公法））
8. 国際関係法（私法系）（国際私法、国際取引法及び国際民事手続法）

の8科目から1科目を選択する。
法律上の論点を含む比較的長めの事例（何ページかにわたる資料が付いている場合もある。）が与えられ、それに対する法的判断を問われるものが中心である。
参照物として、「司法試験用法文」とよばれる最小限の条文のみが記載された六法が試験中貸与される。この六法は、不正防止のために書き込み行為が禁止され、試験期間中、受験生の間で交換されて使用される。また、受験生は、論文式試験最終日に使った六法を、論文式試験終了後、持ち帰ることができる。
論文式試験においても最低必要点が設定されており、1科目でも満点の25%に満たない場合には不合格となる。
筆記量はA4紙で最大64枚、文字数は4万字に達する。

## 合格判定
短答式試験の合格者の中から論文式試験のみで不合格となった者を除外した上で、短答式試験の成績と論文式試験の成績を総合評価して合格者を決定する。
2009年（平成21年）から実施短答式試験と論文式試験の比重は1:8（2006年（平成18年）から2008年（平成20年）は1:4）とし、判定に当たっては論文式の点を調整し1.75倍したものに短答式の素点の2分の1を加算して判定する。
2015年（平成27年）より下記のように変更される。
短答式試験と論文式試験の総合評価
短答式試験の得点と論文式試験の得点を合算した総合点をもって総合評価を行うことについては変更は加えない。
合算の際の配点については，短答式試験と論文式試験の比重を１：８とし，総合点は以下の算式により計算する。
算式 ＝ 短答式試験の得点 ＋ （ 論文式試験の得点 × 1400/800）

## 合格発表とその後
合格発表は、2022年時点で9月第1火曜日に行われていたが、2023年以降は11月第1または第2水曜日に実施されている）。合格者は、司法修習生に採用された後、まず、1か月程度の導入研修（実務修習前集合修習）が行われ、その後、8か月間の分野別実務修習が行われる。この間は、民事裁判修習、刑事裁判修習、検察修習、弁護修習にあてられる。次の2か月間は、選択型実務修習として、司法修習生各人の希望を踏まえ、総合的な法曹実務を修習することとなる。その後、実務修習の体験を補完して2か月間、最高裁判所付属の司法研修所（埼玉県和光市）で集合研修を受ける（修習生によっては選択修習と集合修習の順序が逆になる）。そして、裁判所法67条1項の国家試験（司法修習生考試）を受け、これに合格すれば法曹となる資格を得る。

## 試験結果
| 年度               | 受験者 | 合格者 | 合格率 | 修習期 |
| ------------------ | ------ | ------ | ------ | ------ |
| 平成18年(2006年)度 | 2,091  | 1,009  | 48.25% | 新60期 |
| 平成19年(2007年)度 | 4,607  | 1,851  | 40.18% | 新61期 |
| 平成20年(2008年)度 | 6,261  | 2,065  | 32.98% | 新62期 |
| 平成21年(2009年)度 | 7,392  | 2,043  | 27.64% | 新63期 |
| 平成22年(2010年)度 | 8,163  | 2,074  | 25.41% | 新64期 |
| 平成23年(2011年)度 | 8,765  | 2,063  | 23.54% | 新65期 |
| 平成24年(2012年)度 | 8,387  | 2,102  | 25.06% | 66期   |
| 平成25年(2013年)度 | 7,653  | 2,049  | 26.77% | 67期   |
| 平成26年(2014年)度 | 8,015  | 1,810  | 22.58% | 68期   |
| 平成27年(2015年)度 | 8,016  | 1,850  | 23.08% | 69期   |
| 平成28年(2016年)度 | 6,899  | 1,583  | 22.94% | 70期   |
| 平成29年(2017年)度 | 5,967  | 1,543  | 25.86% | 71期   |
| 平成30年(2018年)度 | 5,238  | 1,525  | 29.11% | 72期   |
| 令和元年(2019年)度 | 4,466  | 1,502  | 33.66% | 73期   |
| 令和2年(2020年)度  | 3,703  | 1,450  | 39.15% | 74期   |
| 令和3年(2021年)度  | 3,424  | 1,421  | 41.50% | 75期   |
| 令和4年(2022年)度  | 3,082  | 1,403  | 45.52% | 76期   |
| 令和5年(2023年)度  | 3,928  | 1,781  | 45.34% | 77期   |

《表の注記》
1. ↑  途中棄権者含む。
2. ↑  対受験者比の合格率。出願して法科大学院を修了して受験資格を得たが、受験しかなった者（いわゆる「受け控え」）を含めると合格率は更に低くなる。
3. ↑  合格年度に司法修習生に採用された場合の期。
4. ↑  新64期までは給費制。
5. ↑  本年度まで「新司法試験」と呼称。
6. ↑  貸与制。
7. ↑  本年度以降は「司法試験」と呼称。
8. ↑  新型コロナウイルス感染症の影響で8月に試験を実施。令和3年（2021年）1月に合格発表。

平成18年（2006年）新司法試験受験回数調（平成18年9月26日付け法務省大臣官房人事課作成）によれば、平成18年（2006年）司法試験（新司法試験）においての受験回数別内訳（旧司法試験受験を含む）は、1回目が1669名、2回目が402名、3回目が20名で合格者は1回目が748名、2回目が247名、3回目が14名。少なくとも6名の者が受験回数制限により司法試験本試験の受験資格を喪失したことが推定される。
2007年（平成19年）の司法試験（新司法試験）の既修・未修の別は、出願者既修2885名、未修2516名に対し合格者は既修1216名、未修635名であった。受験回数別内訳（旧司法試験受験を含む）は、1回目が4061名、2回目が1197名、3回目が143名であり、合格者は1回目が1250名、2回目が525名、3回目が76名であった。
2007年（平成19年）6月22日に司法試験委員会は合格者数の目安として、2008年（平成20年）は2100~2500人、2009年（平成21年）は2500~2900人、2010年（平成22年）は2900~3000人とすることを発表した。しかし、2009年（平成21年）の合格者数はこの目安を大きく下回った。その後も司法試験の合格者数は毎年2000人余にとどまり、当初の目標であった3000人には程遠い現状が続いている。
合格者の内訳をみると、新卒の既修者についてはおおむね5割前後の合格率を各年とも維持しているが、新卒未修者の合格者は2割強、既卒者の合格率は2割弱となっており、回が進むに連れて相対的に合格率の低い既卒者の受験者全体に占める割合が増加していることが全体の合格率の低迷の一因にもなっている。それでも、旧司法試験のときの合格率よりも圧倒的に高いものとなっている。
男女比はおおむね3:1で推移している。合格者平均年齢はおおむね28歳後半である。また、2024年（令和6年）に筑波大学附属駒場高等学校の2年生が17歳（受験時）で合格し、史上最年少記録を更新した。

## 法科大学院別司法試験合格者数
司法試験合格者の人数については先導的法科大学院懇談会 (LL7)が目立つ。
| 年度           | １位                        | ２位                            | ３位                              | ４位                              | ５位                    | ６位                    | ７位                      |
| -------------- | --------------------------- | ------------------------------- | --------------------------------- | --------------------------------- | ----------------------- | ----------------------- | ------------------------- |
| 2016年         | 慶應義塾大学 155名          | 早稲田大学 152名                | 東京大学137名                     | 中央大学136名                     | 京都大学105名           | 一橋大学63名            | 大阪大学42名              |
| 2017年         | 慶應義塾大学 144名          | 東京大学134名                   | 中央大学119名                     | 京都大学111名                     | 早稲田大学 102名        | 大阪大学66名            | 一橋大学60名              |
| 2018年         | 京都大学128名               | 東京大学121名                   | 慶應義塾大学 118名                | 早稲田大学 110名                  | 中央大学101名           | 一橋大学72名            | 神戸大学51名              |
| 2019年         | 慶應義塾大学 152名          | 東京大学134名                   | 京都大学126名                     | 中央大学109名                     | 早稲田大学 106名        | 一橋大学67名            | 大阪大学46名              |
| 2020年         | 東京大学126名               | 慶應義塾大学 125名              | 京都大学107名                     | 中央大学85名                      | 一橋大学84名            | 早稲田大学75名          | 神戸大学62名              |
| 2021年         | 慶應義塾大学 125名          | 早稲田大学 115名                | 京都大学114名                     | 東京大学96名                      | 中央大学83名            | 一橋大学64名            | 大阪大学47名 神戸大学47名 |
| 2022年         | 京都大学119名               | 東京大学117名                   | 慶應義塾大学104名 早稲田大学104名 | 慶應義塾大学104名 早稲田大学104名 | 一橋大学66名            | 神戸大学54名            | 大阪大学51名              |
| 2023年         | 京都大学188名               | 東京大学186名 慶應義塾大学186名 | 東京大学186名 慶應義塾大学186名   | 早稲田大学174名                   | 一橋大学121名           | 中央大学90名            | 大阪大学78名              |
| 2024年(合格率) | 慶應義塾大学 146名(59.35％) | 早稲田大学 139名（42.12％）     | 東京大学121名（47.45％）          | 京都大学107名（49.31％）          | 中央大学83名（45.86％） | 大阪大学72名（40.68％） | 一橋大学60名（48.78％）   |

※ 2023年は在学者も含む。

## 司法試験予備試験
詳しくは、「司法試験予備試験」を参照のこと。
司法試験予備試験は、司法試験の受験を希望しながら様々な事情により法科大学院に通うことのできない者のために、旧司法試験の廃止に伴い2011年から実施されている試験。法科大学院を修了せず司法試験を受験するには、この予備試験に合格する必要がある。受験資格の制限はなく、旧司法試験と同じく短答・論文・口述の3種を受験する。合格者は法科大学院修了者と同等の学力を有する者とみなされ、司法試験の受験資格を得られる。予備試験に合格して得た司法試験の受験資格についても、法科大学院修了者と同じく、司法試験受験資格取得後5年間経過で失われる。
例年、合格率は3〜4％程度であり、司法試験の合格率が30〜50％程度であるのと比較して極めて低い。そのため、予備試験に合格することこそが優秀さの証明であり、法科大学院は予備試験に落ちた者が仕方なく行くところであるとの認識が広まっているほか、人気のある大手法律事務所への就職においても、予備試験に合格していることが有利に働くとされる。
科目は短答式が憲法、行政法、民法、商法、民事訴訟法、刑法、刑事訴訟法、一般教育科目の8科目、論文式が憲法、行政法、民法、商法、民事訴訟法、刑法、刑事訴訟法、一般教育科目、法律実務基礎科目の9科目、口述が法律実務基礎科目。
「司法試験予備試験に合格した者」の受験資格をもって司法試験を受験する者の司法試験合格率は例年非常に高い水準を維持している。予備試験合格者の司法試験合格率は、令和2年(2020年)度は89％、令和3年(2021年)度は94%、令和4年(2022年)度は98%であった。

## 司法試験におけるトラブル・問題点

### 問題漏洩
- 2007年（平成19年）、行政法分野の考査委員を務めていた慶應義塾大学法科大学院の教員が、本試験に類似した論点問題を答案練習会等において出題したと報じられ、考査委員を解任された。司法試験委員会による調査の結果、「元考査委員が行った受験指導の中には、本試験の問題と同一、あるいは「類題」と評価できるような類似した問題は全くなかった。」として、採点上の特段の措置は取らないものとされた[26]。

- 2015年（平成27年）、憲法分野の考査委員を務めていた明治大学法科大学院の青柳幸一教授が交際相手の受験生に短答式と論文式の問題を漏洩し、試験の公正な実施が妨げられたとして、司法試験委員会は、当該受験生を不合格とした上で5年間の受験禁止の処分とし[27]、考査委員を解任した。元考査委員は国家公務員法の守秘義務違反の罪に問われ、東京地裁から懲役1年、執行猶予5年の有罪判決を受けた[28]。この事件を受け、2016年（平成28年）の司法試験では考査委員から法科大学院の現職教員が除外されるなどの再発防止策がとられた[29]。

### 試験運営上のトラブル
- 2009年（平成21年）5月に実施した新司法試験の広島会場（広島国際大学国際教育センター）で、試験が定刻より1分早く終了するトラブルがあった。受験生が、試験監督官に詰め寄る事態となった。監督官がストップウォッチを見誤ったことが原因と見られ、司法試験委員会は、受験者69人について、3点を加算する救済措置を取り、うち1人が追加合格になった。
- 2011年（平成23年）5月に実施した短答式試験刑事系科目で、東京都試験地サンシャインシティ・コンベンションセンターTOKYOの試験室（受験者301名）において、監督員が試験終了時刻の1分前に試験の終了を告げたことにより、適正な試験時間の確保がされなかった。同年6月1日に開催された司法試験委員会において、これに関する措置として、上記試験室で受験した受験者全員につき、短答式試験刑事系科目の得点として3点を加算することが決定された。

### 試験期間中の準拠法改正
- 2023年（令和５年）７月に実施した司法試験において、短答式試験刑事系科目において性的自由に関する罪（強制わいせつ罪、強制性交等罪）についての出題がなされた。司法試験にあっては、従来より、「司法試験は，試験時に施行されている法令に基づいて出題する。」ことがルールとなっていた（平成１７年５月３１日司法試験委員会決定）[30]。ところが令和５年度の司法試験は７月１２日から７月１６日にかけて実施されたのだが、試験２日目にあたる同月１３日に「刑法及び刑事訴訟法の一部を改正する法律」（令和５年法律第６６号）によって新性犯罪規定が施行されていた。司法試験委員会としては、旧規定に基づいての出題を前提としていたが、その旨を含めて、新旧どちらの規定で回答すべきか何ら周知されていなかった。本問については、同年８月３日付司法試験員会の決定により、受験者全員を正答として取り扱われることとなった[31]。また、令和６年度司法試験からは、前記平成１７年決定が廃止されるとともに、原則として、当該年の１月１日現在において施行されている法令に基づいて出題されることとなった[32]。

## 旧司法試験
旧司法試験（きゅうしほうしけん）は、日本の法曹資格試験である司法試験のうち、司法試験法の2002年（平成14年）改正附則7条2項に基づき、2006年（平成18年）から2011年（平成23年）までの6年間、同改正法による新たな司法試験と並行して行われた従前の司法試験である（同附則7条2項）。これに対し、1949年（昭和24年）から2005年（平成17年）まで行われた司法試験は、旧法の規定による司法試験と称され、厳密には旧司法試験とは区別される（同附則10条）。しかし、一般的には両者をあわせて旧司法試験とも称するので、以下、そのような通称としての「旧司法試験」について説明する。

### 概説
裁判官、検察官、弁護士の法曹三者になろうとする者に、必要な学識とその応用能力を有しているかどうかを判定するための試験であり、合格により司法修習生となる資格を得る。第二次世界大戦以降の日本で実施されてきた司法試験の内容をほぼ継承するものだが、2002年（平成14年）の司法試験法改正により2011年（平成23年）の試験を最終として新司法試験へ移行し、廃止された。司法試験法及び裁判所法の一部を改正する法律（平成14年法律第138号）（以下「改正法」）施行前においては改正法による改正前の司法試験法を根拠として、改正法施行後においては改正法附則7条1項を根拠として、実施されていた。

### 制度の概要
試験は2次・4段階より構成された。

### 第一次試験
第一次試験は、幅広い科目からなる教養試験であり、短答式試験および論文式試験からなる。
年齢性別・資格不問だが（高校生が一次試験を通過し話題になったことがある）、短大以外の大学を卒業又は2年以上在学し、一定の単位（具体的には一般教養年次修了。32単位以上）を取得していれば生涯免除される。このため、多くの受験者は二次試験からの受験となる。また、一次試験に一度合格してしまえば、その後は生涯免除とされた。
合格者には社会保険労務士試験の受験資格が与えられた。

#### 第二次試験
第二次試験は法律的知識を問うための試験であり、筆記試験（短答式）・筆記試験（論文式）・口述試験の3段階（後述）からなる。一般的に「司法試験」というと、この第二次試験のみを指していた。

##### 短答式試験
短答式試験は例年5月の第2日曜日（母の日）に、憲法、民法、刑法の3科目について、60問（各科目20問ずつ）、3時間30分通して行われる。5肢からの択一式試験でマークシートを用いて行われる試験である。そのため通称択一式試験とも呼ばれる。
一定の点数を獲得したものを合格させるタイプの試験ではなく、論文式試験の受験者を限定する趣旨（それゆえ、1955年までは短答式試験はなく論文式試験からのスタートであった）での競争試験であることから、年によって難易度も大きく異なり、求められる正答率は7割弱から8割程度まで変動する。
短答式試験は、前年度合格したとしても翌年の受験免除等の制度がないため、論文式試験に合格するまでは前年度の短答式試験合格者、合格経験者であっても再度受験の必要があり、前年の短答合格者が落ちることも珍しくない。
なお、後に述べる論文式試験・口述式試験とは異なり、六法等の試験中の参照物は認められない。
短答式試験問題冊子の持ち帰りは、1996年から認められるようになった。

##### 論文式試験
論文式試験は、7月第3月曜日（海の日）と、その前日の二日間にわたり、初日：憲法、民法、商法、二日目：刑法、民事訴訟法、刑事訴訟法の各科目につき、それぞれ2題ずつ、制限時間は2時間で、文章にて解答する形式で行われた（選択科目が存在した時代は三日間掛けて行われていたが、制度変更に伴い廃止された）。
問題の傾向としては、基本的な知識をダイレクトに問われたり、それをベースとして具体的な事案に則しての応用力が問われたりする。
参照物として、「旧司法試験用法文（2005年以前では司法試験用法文）」とよばれる最小限の条文のみが記載された小型六法が貸与される。不正受験防止のため、この法文の冊子は各科目試験終了ごとに回収されるが、論文式試験の全日程終了後は持ち帰ることができた。
過去には、法律選択科目（行政法、破産法、刑事政策、国際公法、国際私法、労働法から1科目選択）や教養選択科目（経済原論、心理学、政治学、社会政策、経済政策、会計学、財政学から1科目選択）も試験科目として存在していた。

##### 口述試験
口述試験は、論文式試験の合否発表の二週間ほど後である10月下旬の連続した3日間に、千葉県浦安市にある「法務省浦安総合センター」にて、憲法、民事系（民法・民事訴訟法）、刑事系（刑法・刑事訴訟法）の計3科目について面接方式（「主査」・「副査」とよばれる試験官2人に対し回答者1人）で行われる。試験時間は、憲法は15分 - 20分、民事系・刑事系は30分 - 40分が標準的と言われるが、憲法で30分近く、民事系・刑事系で50分近く掛かることも珍しくない。
質問の内容は一般に、まず条文・定義・その他の基本的知識を問うことから始まり、具体的事例を想定してその場面での解釈を問われることが通常である。場合によっては、文献等でこれまでに余り論じられていない内容を問い、その場での柔軟な法的思考を問うような質問に到ることがある。
その場に「司法試験用法文」が用意されているが、許可を得ないと参照することはできず、質問の内容によっては参照を許可されない場合もある。

##### 受験人数および受験特例制度
旧来の司法試験における各試験の受験者は、時代の変化や制度の変更とともに増加し、2005年（平成17年）まではおおむね、短答式：3万人 - 4万5千人、論文式：7 - 8千人 (1/7)、口述：1500人 (1/5) であった（新司法試験開始の初年の2006年においては、短答式：約3万5千人、論文式：約4千人弱）。なお、論文式試験に合格した者は、その年の口述試験に合格できなくても、その翌年に限り、筆記試験（短答式・論文式）の免除を受けることができる。

#### 合格発表以降
最終合格発表は、例年11月上旬から中旬までの間になされた。合格者は、その翌年以降の4月から、司法修習生として、最高裁判所付属の司法研修所（埼玉県和光市）で3ヶ月間の研修を受けた後、全国に散らばり1年間の実務研修を受ける。実務研修は、民事裁判・刑事裁判・検察・弁護の4ヶ所を約3ヶ月のタームで回る。その後、司法研修所に戻り再度研修を受け、試験（通称「二回試験」）を受けこれに合格すれば法曹となる資格を得る。司法制度改革の中で修習期間は短縮され、以前は2年、1年6ヶ月であった研修期間が2006年度（平成18年度）から1年4ヶ月に短縮された（新司法試験合格者向けの司法修習は1年）。

### 資料・データ

#### 大学別合格者数一覧
- 昭和24年（1949年）～平成22年（2010年）における旧司法試験大学別合格者数一覧[34][35]。

【旧司法試験合格者数】
1位東京大学（6537人）　2位中央大学（5484人）　3位早稲田大（4205人）　4位京都大学（2938人）　5位慶應義塾大学（2071人）
6位明治大学（1108人）　7位一橋大学（1003人）　8位大阪大学（797人）　9位東北大学（757）　10位九州大学（640人）
11位関西大学（591人）　12位名古屋大（561人）　13位日本大学（521人）　14位同志社大（517人）　15位立命館大（436人）
16位神戸大学（425人） 17位北海道大（413人）　18位大阪市大（351人）　19位上智大学（335人）　20位法政大学（321人）
【司法試験合格者数首位獲得回数】
1位 東京大学 38回（昭和24、25、46、47、49～56、59～63、平成1～16、18～22） 
2位 中央大学 22回（昭和26～45、48、57） 
3位 早稲田大学 3回（昭和58、平成16、17） 
※平成16年は東京大学、早稲田大学が首位タイ

#### 旧司法試験の合格者数・合格率の推移
旧司法試験の合格者数・合格率については，法務省ウェブページで公開されている。
- 「旧司法試験第二次試験出願者数・合格者数等の推移」（昭和24年度～平成22年度）
- 「旧司法試験第二次試験出願者数・合格者数等の推移」（平成元年度～平成22年度）

### その他の特筆事項
- 特別合格枠制度（いわゆる丙案）

2009年度の結果は、合格率（対出願数）0.49%、合格者の平均年齢29.48歳であった（なお、同年度の新司法試験は、合格率（同）21.00%、合格者の平均年齢28.84歳である）。多くの受験生が大学卒業後5年程度を受験勉強のために費やすこととなっている。合格者の若年化を図るため受験回数による特別合格枠（通称「丙案」、受験回数3回までの受験生を優先的に合格させる）などを試みたが、受け控えが増えたため効果は一時的なものだったとされている。なお、合格者数全体を増加する措置が取られたことに伴い、優勢合格枠を定める丙案は2004年以降廃止されている。
- 新司法試験との併行実施

前述のとおり、法曹養成を目的とした法科大学院の創設と併せて2006年度より新司法試験が開始されたため、2011年まで（2011年の旧司法試験は、前年の口述試験に不合格であった者のみが対象の口述試験のみ実施）は新司法試験と旧司法試験とが併行して行われることになる。なお、法科大学院生が旧司法試験を受験した場合、修了前2年間の旧司法試験の受験や修了後の旧司法試験の受験も受験回数の制限対象となる。新司法試験と旧司法試験を同じ年度に受験することもできない。新司法試験の受験経験者で新司法試験の受験資格を喪失した者は、旧司法試験の受験資格も喪失する。これらの措置は、あくまで旧司法試験は法科大学院に諸般の事情により進学できない者に対する経過措置であることに由来するものである。
- 1994年（平成6年）には史上初めて、専門学校の学生による最終合格があった。